# Tony Dunne
Anthony Peter Dunne (født 24. juli 1941 i Dublin, død 8. juni 2020 var en irsk fodboldspiller og -træner, der som aktiv spiller spillede som back. Han spillede 535 kampe for Manchester United F.C..

## Titler
Shelbourne
- FAI Cup (1): 1960

Manchester United
- The Football League (First Division) (2): 1964/65, 1966/67
- FA Cup (1): 1963
- UEFA Champions League (1): 1968

Bolton Wanderers
- The Football League (Second Division) (1): 1977-78